# Miroslav Spurný
Miroslav Spurný (15. dubna 1921 Brno – 2018 Brno) byl český architekt specializující se na výstavbu nemocnic a kulturních objektů. Ve své tvorbě byl ovlivněn funkcionalismem i dílem Le Corbusiera. Projektoval zejména zdravotnická zařízení, správní a kulturní budovy.

## Život
Vzdělání získal na Fakultě architektury VUT, prošel ateliéry Bohuslava Fuchse, Bedřicha Rozehnala a Jiřího Krohy a získal titul inženýra architekta. Po studiu začal pracovat ve Stavoprojektu Brno, kde působil v letech 1949–1982. Za svou tvorbu obdržel v roce 2012 Cenu města Brno.
Mezi jeho koníčky patřilo malování.

## Dílo
Jeho architektonické dílo bylo ovlivněno funkcionalismem a tvorbou Le Corbusiera. Specializoval se na výstavbu zdravotnických zařízení, správních a kulturních budov; dále navrhoval rodinné domy, rekreační chaty a interiéry.
K jeho projektům patří:
- Budova Vysoké školy chemické v Pardubicích, 1957
- Nemocnice Boskovice, 1959
- Administrativní budova, brněnské výstaviště, 1960
- Nemocnice Sokolov, 1961
- Fakultní nemocnice, Plzeň, 1964
- Nemocnice Valašské Meziříčí, 1965
- Přístavba onkologického ústavu, Žlutý kopec 7, Brno, 1966
- Nemocnice Znojmo, 1967–74
- Fakultní nemocnice, Jihlavská 100, Brno, 1968–85
- Stomatologická klinika, Janouškova 4, Brno, 1972
- Budova KSČ, Brno, 1974–76
- Dětská poliklinika a kulturní středisko, Žerotínovo nám. 6, Brno, 1976
- Výzkumný ústav zdravotní techniky, Kamenice 3, Brno, 1977
- Dostálův statek, Křižánky, 1980 (v současnosti již upravený a přejmenovaný Statek u Bukáčků)
- Areál univerzity v Brně-Bohunicích, 1983
- Památník Velké Moravy, Mikulčice, 1987